# Rafael Mies

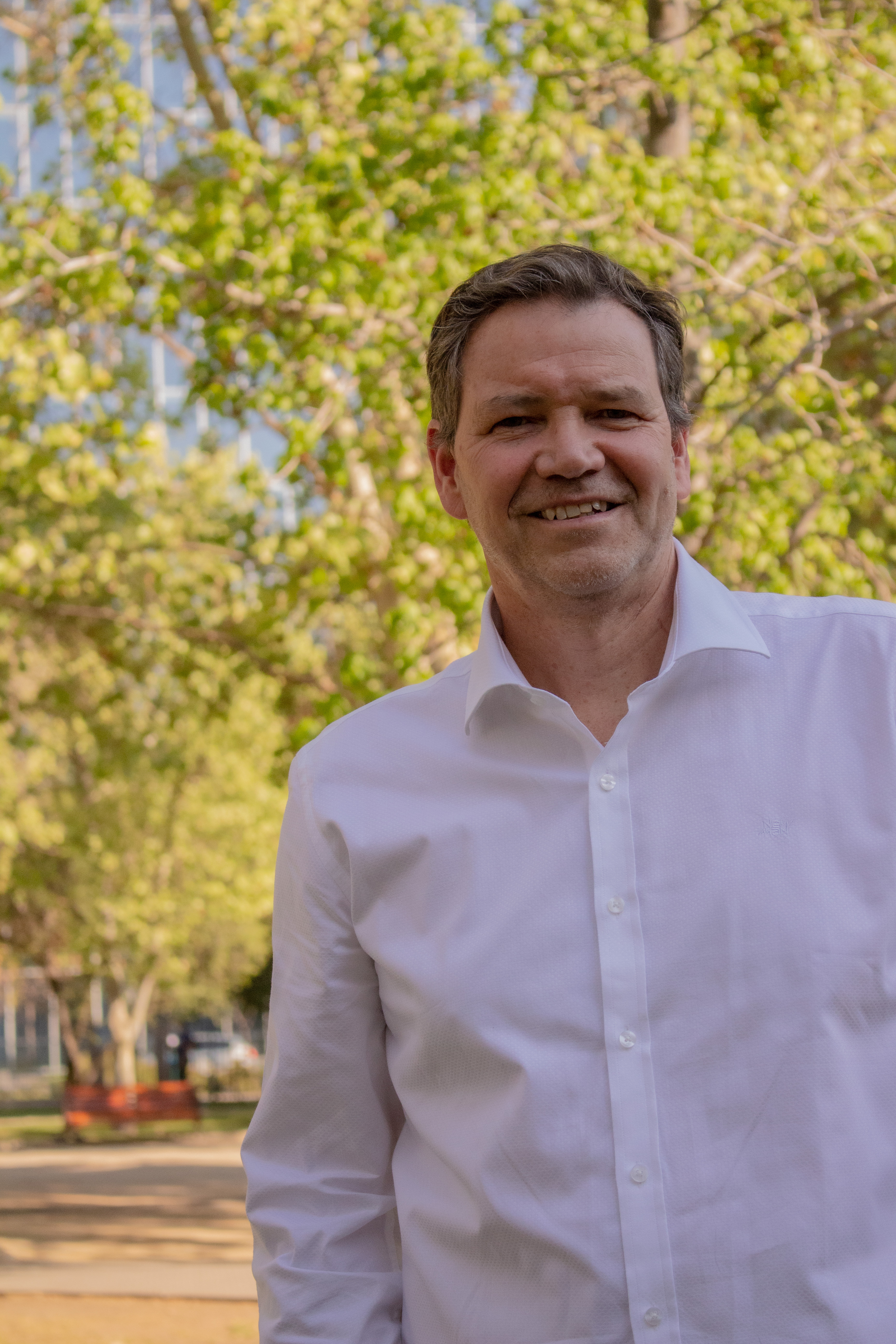
Rafael Mies Moreno

Rafael Mies Moreno (Alemania, 1967) es un Ph.D en Filosofía y Letras,  profesor y asesor chileno-alemán, dedicado al liderazgo adaptativo.
Es conocido por su trabajo como académico en el ESE Business School, de la Universidad de los Andes, y como director en varias empresas en Chile, México y Estados Unidos. Ha sido asesor nacional e internacional por más de 20 años en áreas de liderazgo y cambio organizacional.
Después de completar su licenciatura en negocios en la Universidad Adolfo Ibáñez, se convirtió en Ph.D. en Filosofía en la Universidad de Navarra en España. Completó sus estudios en Recursos Humanos en programas de Educación Ejecutiva en la Ross School of Business en Michigan y en la Harvard Business School. 
Se ha dedicado a la docencia y asesoría sobre dirección de personas.
Se desempeñó como decano en la Escuela de Negocios Adolfo Ibáñez, donde también fue profesor titular de las cátedras de Administración de empresas e Historia del pensamiento económico. También sirve, y ha servido, como miembro de la Junta Directiva de varias compañías de alto rango en Chile, México y los Estados Unidos. Principalmente en las industrias automotriz, minera, agrícola, minorista e inmobiliaria.  
Es profesor titular de la Cátedra de Capital Humano Coca Cola Andina, director de cátedra de Capital Humano y profesor titular en Dirección de Personas del ESE Business School de la Universidad de Los Andes. Profesor invitado del INALDE en Colombia, del IEM en Uruguay y del IDE en Ecuador. Profesor Visitante en San Diego University, USA, California miembro de ILA (International Leadership Association).

## Liderazgo adaptativo
Mies se basa en la aproximación de Heifetz sobre líder y liderazgo. La cual postula que los líderes no nacen ni se hacen, ya que el liderazgo no es una característica personal sino una tarea, un ejercicio.
Todo desafío requiere habilidades particulares para lograrlo, por lo que la tarea es la que define la efectividad del líder y no al revés. Por esto es que el líder debe ser capaz de adaptarse a las diferentes situaciones a las que se verá enfrentado.

## Publicaciones
Es Columnista permanente del Diario Financiero (desde 2005). También es autor de numerosos casos sobre liderazgo y de artículos sobre recursos humanos en revistas de especialización nacionales e internacionales. Ha publicado dos libros.

### Libros
- La Inteligibilidad de la Acción

- Peter Drucker: Lo esencial de Management

## Sitios externos
Sitio web oficial Rafael Mies
Universidad de los Andes - Rafael Mies